# Katarina Klaffs
Katarina Klaffs (* 1967 in Coburg) – teilweise bekannt als Katharina Klaffs – ist eine deutsche Schauspielerin.

## Leben
Katarina Klaffs wurde in Coburg geboren und studierte von 1987 bis 1991 an der Kunstuniversität Graz Schauspiel sowie 1995 bis 1997 am Herbert Berghoff Acting Studio in New York. Von 1992 bis 1996 gehörte sie dem Ensemble der Schauburg München an. Ab den 1990er-Jahren begann sie zunächst, in Fernsehserien (z. B. Wolffs Revier, Der Bulle von Tölz) aufzutreten, seit den 2000er-Jahren kamen vermehrt Fernsehfilme dazu. 2021 war sie in dem Kinofilm Windstill in einer Nebenrolle zu sehen.

## Filmografie
- 1998: Wolffs Revier (Folge: Im Visier)
- 2000: Der Bulle von Tölz (Folge: Schöne, heile Welt)
- 2002: Die Freunde der Freunde
- 2002: So schnell du kannst
- 2010: Die Tochter des Mörders
- 2011: Ich habe es dir nie erzählt
- 2017: 2 Sturköpfe im Dreivierteltakt
- 2021: Windstill
- 2023: Das Haus ihres Vaters